# El Cíclope (Eurípides)

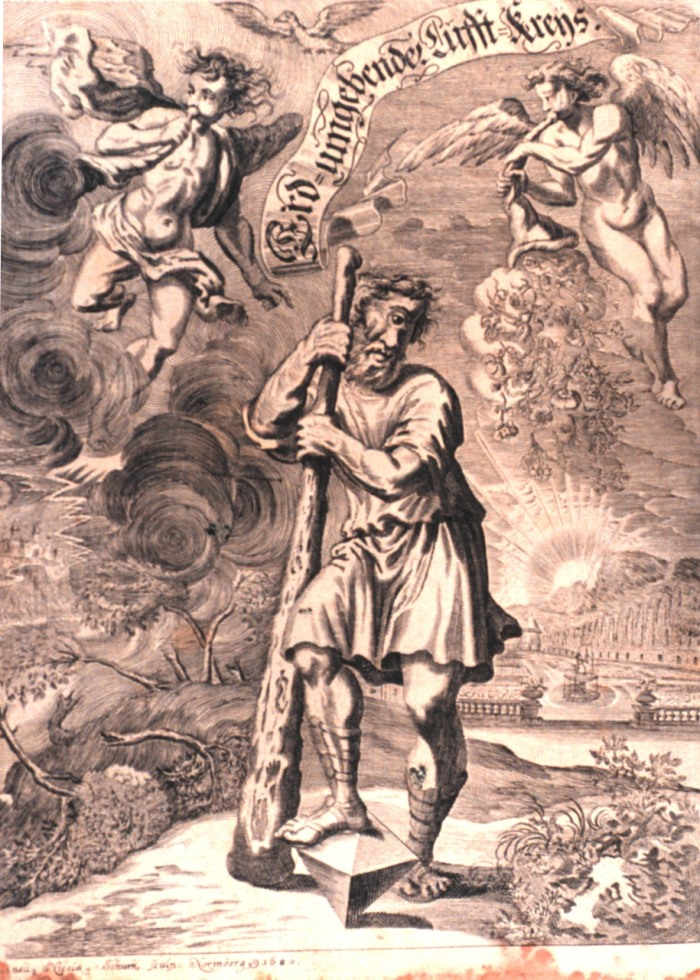
Grabado de Erasmus Francisci zu Nürnberg (1627-1680), en el que aparece un cíclope.

El Cíclope (Κύκλωψ) es el título de un drama satírico de Eurípides de datación controvertida. Los dramas satíricos se presentaban en los concursos de las Grandes Dionisias como cierre de una trilogía de tragedias, y se conformaba así una tetralogía. El Cíclope es el único drama satírico de la Antigua Grecia que se ha conservado completo. Este género se caracterizaba por un coro compuesto por sátiros y encabezado por Sileno.

## El mito
Eurípides toma la idea de un pasaje de la Odisea (IX 105-505), sobre la célebre lucha de Odiseo con el gigante de un solo ojo: el cíclope Polifemo.
Este mito estaba presente también en himnos homéricos y en la obra de Hesíodo. La acción se desarrolla en una noche y dos días. Igual que Homero, Eurípides presenta a Polifemo no solo como pastor, sino además como antropófago.
La diversión del público era el propósito de los dramas satíricos. En este, el procedimiento que destaca es el empleo del personaje de Sileno y del coro de sátiros abundando en ideas y frases procaces.

## Personajes

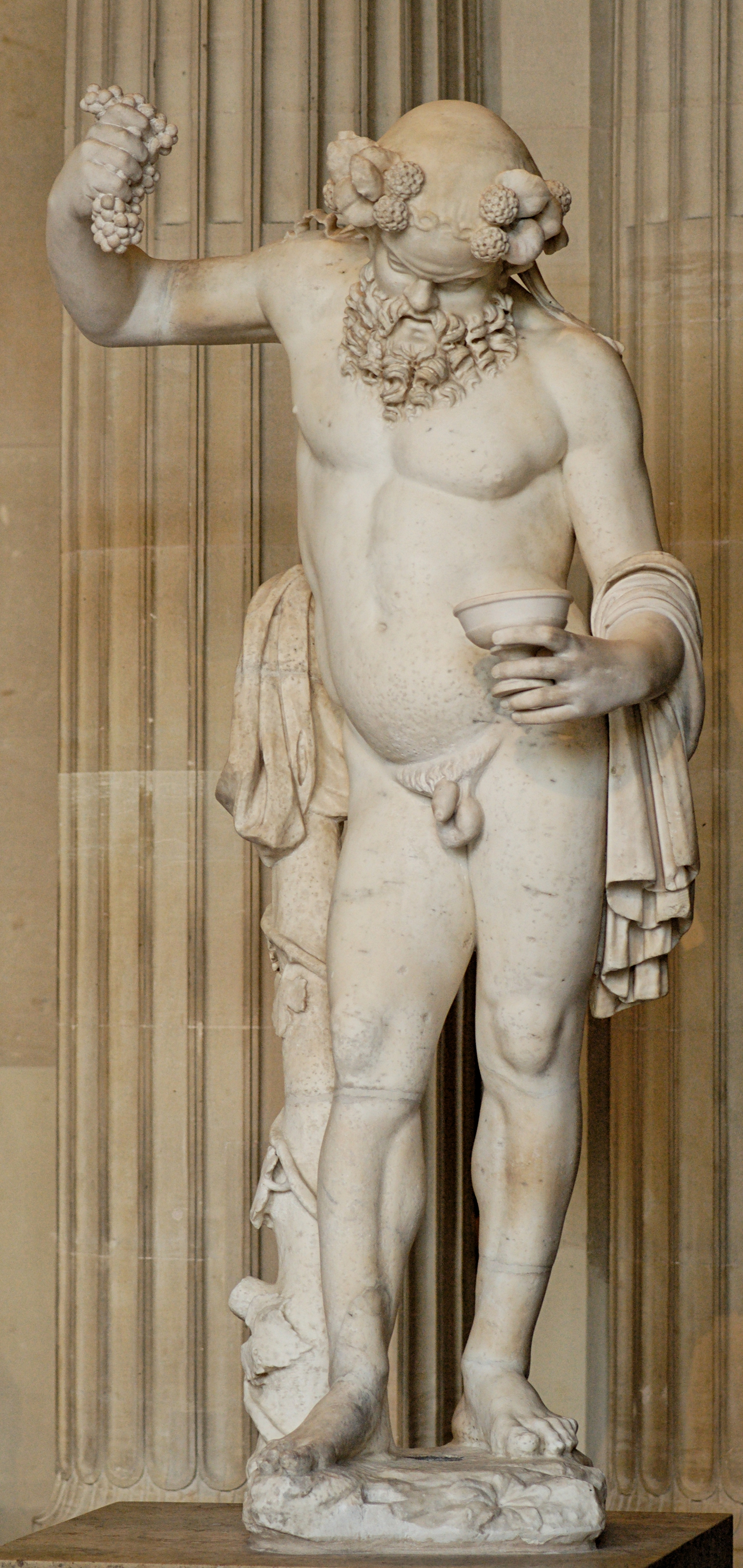
Estatua de un sileno ebrio (Museo del Louvre).

- Sileno
- Coro de sátiros
- Odiseo
- El cíclope Polifemo
- Compañeros de Odiseo

## Argumento
Navegando al rescate de Dioniso, secuestrado por piratas, Sileno y los sátiros fueron arrastrados por los vientos a las rocas sicilianas, a la isla del Monte Etna, donde habitan los cíclopes, y han sido apresados por Polifemo, que los ha esclavizado y les hace apacentar sus rebaños.
Desde la gruta de Polifemo, Sileno avista un barco del que descienden Odiseo y su tripulación. Sileno informa a Odiseo de que en ese lugar no hay hombres, solo Cíclopes que no respetan la hospitalidad, que no beben vino y "por ello habitan un país sin danzas".

Además les dice que estos cíclopes son antropófagos y que generalmente se alimentan de carne, leche y queso de cabra, pero si atrapan a hombres, se los comerán en un festín.
Odiseo ofrece vino a Sileno a cambio de provisiones: carne, queso y leche. Al hacer el trueque, son sorprendidos por Polifemo, que contempla estupefacto cómo bailan los sátiros alrededor de un odre de vino, bebida que no había en la isla, y que sus corderos tienen atadas las patas y están rodeados de cestos de quesos. 
Sileno explica a Polifemo que los extranjeros le golpearon para llevarse sus bienes.
Odiseo intenta convencerlo de la verdad, pero Polifemo cree a Sileno, así que Odiseo adopta la actitud de suplicante y se acoge a las normas de hospitalidad, muy estrictas en Grecia. Sileno convence a Polifemo para que ase y coma a los extranjeros, advirtiéndole de que si come la lengua de Odiseo se convertirá en el más pícaro y el más charlatán.
Polifemo alaba a su padre Poseidón y declara que Zeus no le es superior, y que 

la riqueza es el dios para los sabios; lo demás es rumor y bellas palabras.

Les promete honrarles con una caldera, agua de su padre y fuego para cocer sus carnes, difíciles de digerir. 
Polifemo mata a muchos compañeros de Odiseo, y, ante el estupor de este, se los come, y Odiseo ha de hacer de sirviente y procura embriagar al que, lleno de alegría, pretende celebrar una fiesta con otros cíclopes y compartir el vino. Sileno y Odiseo lo convencen de que no lo haga. Polifemo le pregunta el nombre a Odiseo, y este responde: 

Nadie.

Ya persuadido el dueño del ganado de disfrutar él de todo el vino y después de haberlo hecho llegar a una embriaguez extrema, Odiseo convence a los sátiros para que lo ayuden a clavarle en el ojo una estaca ardiendo, afiliada al fuego.
Embriagado, Polifemo se interna en la cueva y apresa a Sileno, al que confiesa un tierno amor, y el sátiro empieza a temer las consecuencias de esa pasión.
Tras la declarada cobardía de los sátiros para clavar la estaca al cíclope, Odiseo lo hace con sus compañeros. Sale Polifemo de la cueva gritando: 

¡Nadie me destruyó! ¡Nadie me cegó el ojo!

Odiseo confiesa su nombre, y Polifemo recuerda que una vieja profecía decía que Odiseo lo cegaría. Los sátiros y Sileno, liberados por Odiseo y sus hombres, se embarcan con ellos para seguir buscando a Dioniso.